# Venus från Monruz
Venus från Monruz är en venusfigurin från paleolitikum som upptäckts i Schweiz.
Venus från Monruz är 1,8 centimeter hög och snidad i beckkol. Den upptäcktes 1991 i Monruz i kommunen Neuchâtel i samband med ett vägbygge. Den bedöms vara från magdalénienkulturen och är daterad att vara omkring 13 000 år gammal.